# روية (حجر)
'

تعديل مصدري - تعديل

روية هي إحدى قرى عزلة الجول بمديرية حجر التابعة لمحافظة حضرموت، بلغ تعداد سكانها 690 نسمة حسب تعداد اليمن لعام 2004.